# Oskar Seipold
Oskar Seipold ps. „O.S.”, „Schwartz”, „Sepold”, „W.”, „Weiss” (ur. 28 listopada 1889 w Łodzi, zm. 29 grudnia 1966 w Haan) – niemiecki polityk komunistyczny, członek pruskiego landtagu w latach 1930–1933.

## Życiorys
Seipold urodził się w Łodzi. Był synem niemieckiego robotnika i jego żony, którzy pochodzili z Turyngii. Po uzyskaniu wykształcenia garncarskiego zamieszkał w Niemczech, gdzie przekwalifikował się by zostać tkaczem. W Niemczech w 1909 dołączył do Socjaldemokratycznej Partii Niemiec. W 1911 powrócił do Rosji. W 1914 został powołany do służby wojskowej w armii carskiej, w związku z wybuchem I wojny światowej. W trakcie wojny dostał się do niewoli niemieckiej. Po uwolnieniu pozostał w Niemczech i podjął pracę garncarza, a w 1919 uzyskał niemieckie obywatelstwo i dołączył do Niezależnej Socjaldemokratycznej Partii Niemiec, w 1920 zaś dołączył do Komunistycznej Partii Niemiec (KPD). W ramach działalności w partii zaangażowany był w działania zbrojne w ramach walki klasowej. Kilkukrotnie w tym okresie tracił pracę. W celu uniknięcia prześladowań i aresztowań wyjechał na Litwę. W 1923 powrócił do Niemiec, gdzie został redaktorem gazety regionalnej KPD w Prusach Wschodnich, a także zaangażował się w przygotowania do Niemieckiego Października (rewolucji komunistycznej w Niemczech). Po klęsce rewolucji został aresztowany w 1924 i skazany na 5 lat więzienia. W wyniku amnestii został zwolniony z 1927. Ponownie zaangażował się w działalność polityczną, kierując wschodniopruską sekcją Roter Frontkämpferbund (wojskowej organizacji KPD) w latach 1927–1929.
Seipold w 1928 wystartował w wyborach do sejmu pruskiego z ramienia KPD. Nie zdobył wówczas mandatu, lecz w 1930 wszedł do sejmu zastępując zmarłego Ernsta Meyera (1887–1930). Jako zwolennik lewego skrzydła partii był zaangażowany w konflikt z kierownictwem KPD. W 1930 został członkiem trockistowskiej Zjednoczonej Lewicowej Opozycji (Vereinigte Linke Opposition), przemianowanej na Lewicową Opozycję Komunistycznej Partii Niemiec (Linke Opposition der KPD). Seipold został wydalony z szeregów KPD 22 lutego 1930. Do końca kadencji sejmu pruskiego był przedstawicielem niemieckich trockistów, zostając członkiem kierownictwa partii. W swoich wystąpieniach cytował fragmenty pism Lwa Trockiego, ostrzegał również o niebezpieczeństwach wynikających z działalności NSDAP. Ponadto zaangażował się w wystąpienia i przemówienia w całych Niemczech, jeżdżąc na nie koleją.
Po przejęciu władzy przez nazistów 1933 Seipold został aresztowany w Insterburgu. Nie postawiono mu zarzutów. Przebywał w więzieniach do 1934, kiedy to osiadł w Królewcu. Następnie przeniósł się do Pragi, gdzie ukrywał się pod pseudonimem Weiss i gdzie stał się celem donosu członka partii KDP, z którą nadal był w konflikcie. W 1935 uciekł do Łodzi, gdzie ukrywał się pod pseudonimem Sepold. W Łodzi przetrwał wojnę i opuścił ją w październiku 1945 by zamieszkać w Saksonii, a następnie w 1949 w Nadrenii Północnej-Westfalii. Zmarł w Haan 29 grudnia 1966.